# 尾道市立長江中学校
尾道市立長江中学校（おのみちしりつ ながえちゅうがっこう）は、広島県尾道市にあった公立の中学校。尾道市立久保中学校との統合による尾道市立尾道みなと中学校（新設）への再編に伴い、2025年3月限りで閉校となった。

## 沿革
- 1947年 - 開校。
- 1955年 - 校歌制定。
- 1957年 - 校旗制定。
- 2025年
  - 3月7日 - 最後の卒業式を挙行し、校地内に建立された閉校記念碑の除幕式もあわせておこなわれた[2]。
  - 3月31日 - この日をもって正式に閉校。本校の敷地には4月以降尾道市立尾道みなと小学校が設置される。

## 通学区域
- 尾道市
  - 長江1丁目、長江2丁目、長江3丁目（一部）、十四日町、十四日元町、土堂2丁目（一部）、東土堂町（一部）、防地町の26番8号、西久保町（一部）、久保長江1丁目の1番から3番、栗原東2丁目（一部）

入学生は基本的に尾道市立長江小学校と尾道市立土堂小学校からの児童。

## 統合の経緯
尾道市では中心部の尾道市立土堂小学校・尾道市立長江小学校・尾道市立久保小学校を統合する計画が立てられたが、地元住民からの反対を受けて撤回し、仮校舎に移転させて改めて統合計画を検討することになった。この一環として、2021年4月より長江小学校が本校敷地内の仮設校舎に移転した。2022年11月に尾道市教育委員会は、前記の小学校3校に加え、本校と尾道市立久保中学校を統合した小中一貫校を2025年4月に設置する方針を明らかにし、小学校は本校の敷地に、中学校は久保中学校の敷地にそれぞれ校舎が設置される予定となった。学校の統合に関する議案は2023年9月20日の市議会で可決成立した。統合先の学校名は、2024年1月に開校準備委員会で「尾道みなと中学校」に案が絞られ、同年3月19日の尾道市議会で学校設置条例改正案が可決されて正式に決定した。

## 周辺
- 尾道バイパス（国道2号）
  - 栗原IC
- 広島県立尾道北高等学校
- 長江浄水場

## アクセス
- おのみちバス、中国バス 「長江中前」または「北高入口」下車
- 尾道バイパス 栗原IC（東側）から南へ200m

## 出身者
- 森岡久元(作家)
- 山根真樹(映像作家)